# Nasa pilovena
Nasa pilovena är en brännreveväxtart som beskrevs av Weigend. Nasa pilovena ingår i släktet färgkronor, och familjen brännreveväxter. Inga underarter finns listade i Catalogue of Life.